# Onthophagus solisi
Onthophagus solisi é uma espécie de inseto do género Onthophagus, família Scarabaeidae, ordem Coleoptera.
Foi descrita cientificamente por Howden & Gill em 1993.